# Shadowkeep
Shadowkeep est un groupe britannique de power metal, originaire de Guildford.

## Histoire

### Débuts
En octobre 1999, Shadowkeep enregistre son premier EP de six titres aux Thin Ice Studios dans le Surrey, en Angleterre, avec la chanteuse belge Rogue Marechal (ex-Halcyon) à la tête du groupe. L'EP est produit par Karl Groom, le guitariste de Threshold. Un contrat avec Limb Music suit en juin 2000, et le groupe sort deux albums sur ce label : Corruption Within (en septembre 2000) et A Chaos Theory (en 2002).
Shadowkeep fait ses débuts sur scène le 17 décembre 1999 au Camden Underworld de Londres, en première partie du groupe Dirty Deeds. Des premières parties suivent avec des groupes comme Dio, Halford, Symphony X, Angel Witch, Dream Evil et Flotsam and Jetsam. Ces concerts majeurs conduisent à des apparitions dans des festivals au Royaume-Uni (dont le premier Bloodstock Festival en 2001), aux États-Unis, en Grèce, en Allemagne, et aux Pays-Bas. Malheureusement, une apparition prévue au Monterrey Metal Fest au Mexique en 2005 est annulée lorsque le batteur et le chanteur du groupe démissionnent à la dernière minute. Depuis, le groupe se produit dans divers festivals à travers l'Europe et les États-Unis. 

### 2008-2011
Richie Wicks quitte le groupe en 2009. Il forme ensuite un tribute band à Black Sabbath de l'ère-Rio appelé Heavenly Hell, avant de rejoindre le groupe de reprises No Way Out à la basse, en mars 2011. Son remplaçant est Matt Oakman (anciennement de Structured Chaos et Born of War), qui fait ses débuts sur scène avec Shadowkeep à la salle The Pipeline à Londres le 6 février 2010.
Depuis 2008-2011, le claviériste Scot Collins (ex-Tainted Grace) complète le line-up de Shadowkeep. Collins est également membre des groupes Duplex Gage et Massive Ego.
Le journaliste Mark Fielden remplace Stony Grantham à la guitare basse lors des concerts de la tournée britannique de Shadowkeep With Force We Come en 2010. Grantham est contraint de rester à Austin, au Texas, à cette époque, en raison d'engagements continus avec d'autres groupes : Drifter (un groupe hommage à Iron Maiden, avec Erika Tandy au chant) et Sad Wings (un groupe hommage à Judas Priest, avec le chanteur Jason McMaster).
Le 1er mai 2010, Shadowkeep joue en tête d'affiche avec Pythia à la salle de concert Peel à Kingston upon Thames, Surrey, Angleterre. Le 28 août 2010, le groupe se produit au festival de rock Bridgefest 2010 à Canning Town, dont les têtes d'affiche sont Pagan Altar et Tygers of Pan Tang.
Shadowkeep est choisi pour être la tête d'affiche du troisième jour du Fyreball Festival au Westcoast Bar à Margate le 4 septembre 2011 mais cet événement est annulé à l'avance lorsque son promoteur, Fyrelyte Events, cesse ses activités. Shadowkeep ne fera pas d'autres apparitions sur scène au cours de l'année 2011.

### 2012-2016
En mars 2012, les anciens membres de Shadowkeep Richie Wicks et Mark Fielden rejoignent Keith Herzberg (ex-Angel Witch), Gary MacKenzie (ex-Praying Mantis), Andy Blackwell et Jason Rice pour former un groupe d'hommage au métal classique appelé Black, White and Purple. En 2016, Wicks est le leader d'un groupe de reprises appelé Snakebyte ; en 2021, il est membre de divers groupes, dont Acoustica, Scavenger's Daughter, No Angel et (du 5 juin au 6 septembre) Kev Riddles' Baphomet. En avril 2012, Chris Allen et Nikki Robson se rendent à San Antonio, au Texas, pour retrouver Stony Grantham et participer à un concert hommage au guitariste René Solis du groupe Texas Trash, décédé en janvier 2012. Le concert a lieu le 7 avril 2012, avec le groupe Methuselah également à l'affiche. Fin 2015, Rogue Marechal quitte le groupe avant l'achèvement du quatrième album, provoquant la recherche d'un nouveau chanteur.
Le guitariste basse Steve « SK » Kightley rejoint temporairement Shadowkeep en studio au cours de l'année 2016, Stony Grantham continuant à s'impliquer dans l'écriture et l'enregistrement avec le groupe. En 2016, Grantham rejoint également le groupe texan de longue date Byfist, avec lequel il enregistre l'album In the End, qui est publié sur Pure Steel Records en septembre 2020.

### Depuis 2017
En janvier 2017, il est annoncé que le chanteur d'Helstar, James Rivera, allait rejoindre Shadowkeep et enregistrerait les voix pour le quatrième album du groupe. L'album éponyme Shadowkeep sort sur Pure Steel Records le 28 mars 2018.
Une courte tournée promotionnelle en Allemagne, en Belgique et aux Pays-Bas est organisée en mars 2018, avec des concerts à Osthessen (lors du septième Full Metal Festival, dont la tête d'affiche était Accu§er).
Le groupe devait retourner aux États-Unis en octobre et novembre 2018, pour un certain nombre de concerts qui devaient avoir lieu au Texas avec Nasty Savage ; cependant, les membres du groupe basés au Royaume-Uni ne peuvent se déplacer pour respecter ces arrangements. Comme l'apparition prévue de Shadowkeep le 27 octobre au Pure Steel Metalfest 2018 à Lakewood, dans l'Ohio, n'a pas lieu non plus, le Metal Asylum de James Rivera est la tête d'affiche de l'événement à cette date.
En 2019, le groupe de metal progressif Ark Ascent — composé du multi-instrumentiste et bassiste occasionnel de Shadowkeep, Jack Kirby, aux côtés de l'ancienne chanteuse de Shadowkeep Rogue Marechal, du bassiste de DGM Andrea Arcangeli et du batteur de Sirenia Michael Brush — sort son premier album Downfall. Certains des morceaux inclus dans l'album faisaient initialement partie d'un projet collaboratif appelé Prophecy.
En 2020, Omar Hayes, un ancien de Shadowkeep, forme un duo instrumental psychédélique appelé The Hayabusa avec le guitariste Kenji « Jammer » Suzuki. Leur premier album Re-entry sort le 12 mars 2021. Depuis fin 2021, l'ancien chanteur de Shadowkeep Matt Oakman travaille avec le guitariste Robin Brancher (membre fondateur du groupe NWOBHM Desolation Angels), dans le cadre d'un projet intitulé DA.
Alors que Shadowkeep est inactif depuis 2018, le bassiste Stony Grantham continue à enregistrer et à se produire en concert aux États-Unis avec Byfist, et le chanteur James Rivera a maintenu un calendrier de tournées chargé avec ses autres groupes, notamment Helstar et James Rivera's Metalwave. Grantham et Rivera ont également participe à un projet d'enregistrement appelé Texas Metal Outlaws.

## Discographie

### Albums studio
- 2000 : Corruption Within[30]
- 2002 : A Chaos Theory[31]
- 2008 : The Hourglass Effect[32]
- 2018 : Shadowkeep[33]

### EP
- 1999 : Shadowkeep[34]

### Apparitions sur compilations
- 2000 : Dark Tower – sur Metal Crusade Vol. 1
- 2000 : The Trial of Your Betrayal – sur Dynamit Vol. 23
- 2000 : Queen of the Reich – sur Rebellion: A Tribute to Queensrÿche
- 2002 : Believe – sur Limb Promo CD Vol. 3 (Limb Music)[35]
- 2003 : Fear and Loathing – sur Rockdetector: A-Z of Power Metal[36]
- 2004 : Cast Out – sur Louder Than the Dragon (Limb Music)[37]
- 2006 : Ten Shades of Black – sur ProgPower UK 2006 – Official Festival CD Sampler
- 2006 : Keep It True IV – documentaire (Steelpride Records)[38]